# Anna Maria Mori
Anna Maria Mori (Pola, 12 aprile 1936) è una giornalista e scrittrice italiana.

## Biografia[1]
Nata a Pola da padre fiorentino e madre lussignana, ai tempi in cui la città era italiana, nell'infanzia ha preso la strada dell'esodo ed ha lasciato l'Istria con la sua famiglia. Terminati gli studi a Firenze ha intrapreso la carriera giornalistica a Roma. Ha collaborato alla Repubblica fin dai primi numeri, dal 1976 al 1995, ed è stata caporedattore del settimanale Annabella (oggi Anna). Ha anche seguito una famosa rubrica di terza pagina del Messaggero riguardante gli eventi mondani e culturali.
Anna Maria Mori ha anche lavorato nella radio e in televisione, realizzando documentari sulla propria terra d'origine (Istria 1943-1993: cinquant'anni di solitudine, 1993, e Istria, il diritto alla memoria, 1997) ( rivisitazione del precedente) trasmessi su Raiuno, e nel 1991 la rubrica televisiva Rai. Lo spettacolo in confidenza, dedicata ad interviste fatte a famosi personaggi del cinema italiano, oltre alla partecipazione in precedenza al programma Fluff, processo alla TV.
Il libro Bora, scritto in collaborazione con Nelida Milani ha conseguito quattro premi letterari ed è stato adattato ad azione teatrale con musiche.
Nel 2006 ha ricevuto la cittadinanza onoraria di Ostuni.

## Opere
- Il silenzio delle donne e il caso Moro, Lerici, 1978
- Nel segno della madre, Frassinelli, Bologna 1992 (Premio Fregene per la narrativa)[6]
- Ciao maschi, Frassinelli, Bologna 1994
- Io Claudia, tu Claudia, Frassinelli, Bologna 1995
- Donne mie belle donne, Frassinelli, Bologna 1997
- Bora. Istria, il vento dell'esilio (con Nelida Milani), Frassinelli, Bologna 1999 ( Premio Rapallo Carige per la donna scrittrice[7], Premio Nazionale Alghero Donna di Letteratura e Giornalismo[8], per la sezione narrativa, Premio Costantino Pavan di San Donà di Piave, Premio Chiantino)[4]
- Gli esclusi. Storie di italiani senza lavoro, Sperling & Kupfer, 2001 (Premio Procida-Isola di Arturo-Elsa Morante per la saggistica[9])
- Femminile irregolare. Uomini e donne aggiornamenti sull'uso, Sperling & Kupfer, 2002
- Lasciami stare, Sperling & Kupfer, 2003
- Nata in Istria, Rizzoli, Milano 2006 Premio Recanati[10]
- L'anima altrove, Rizzoli, Milano 2012
- Origami. Figure e figurine del mio Novecento, Torino, Einaudi, 2017, ISBN 9788806231071.

Ha tradotto dal francese L'horreur économique di Viviane Forrester (L'orrore economico, ed. Ponte delle Grazie spa - Firenze, 1997, ISBN 88-7928-395-2).